# Ruta Provincial 10 (Santa Fe)
La Ruta Provincial 10 es una carretera de 280 km de jurisdicción provincial, ubicada verticalmente en la Provincia de Santa Fe, Argentina
Comienza en el acceso al puerto de San Lorenzo, cuando se interseca con la Ruta Nacional 11 y recorre verticalmente gran parte de la geografía santafesina.
En la localidad de Serodino, y por 1000 metros, se superpone con el trazado de la Ruta Provincial 91.
Aunque gran parte de su trazado es asfaltado, a partir de la localidad de Sarmiento y hasta su fin, en Elisa, es completamente de tierra.

## Localidades
Las ciudades y pueblos por los que pasa esta ruta de este a oeste son los siguientes (los pueblos con menos de 5.000 habitantes figuran en itálica).

### Provincia de Santa Fe
Recorrido: 79 km
- Departamento San Lorenzo: Aldao, Andino
- Departamento Iriondo: Serodino, Carrizales
- Departamento San Jerónimo: Díaz, Casalegno, Bernardo de Irigoyen, Gálvez, López
- Departamento Las Colonias: Santa Clara de Buena Vista, Pilar, Nuevo Torino, Felicia, Sarmiento y Elisa